# Burgruine Hüttenstein

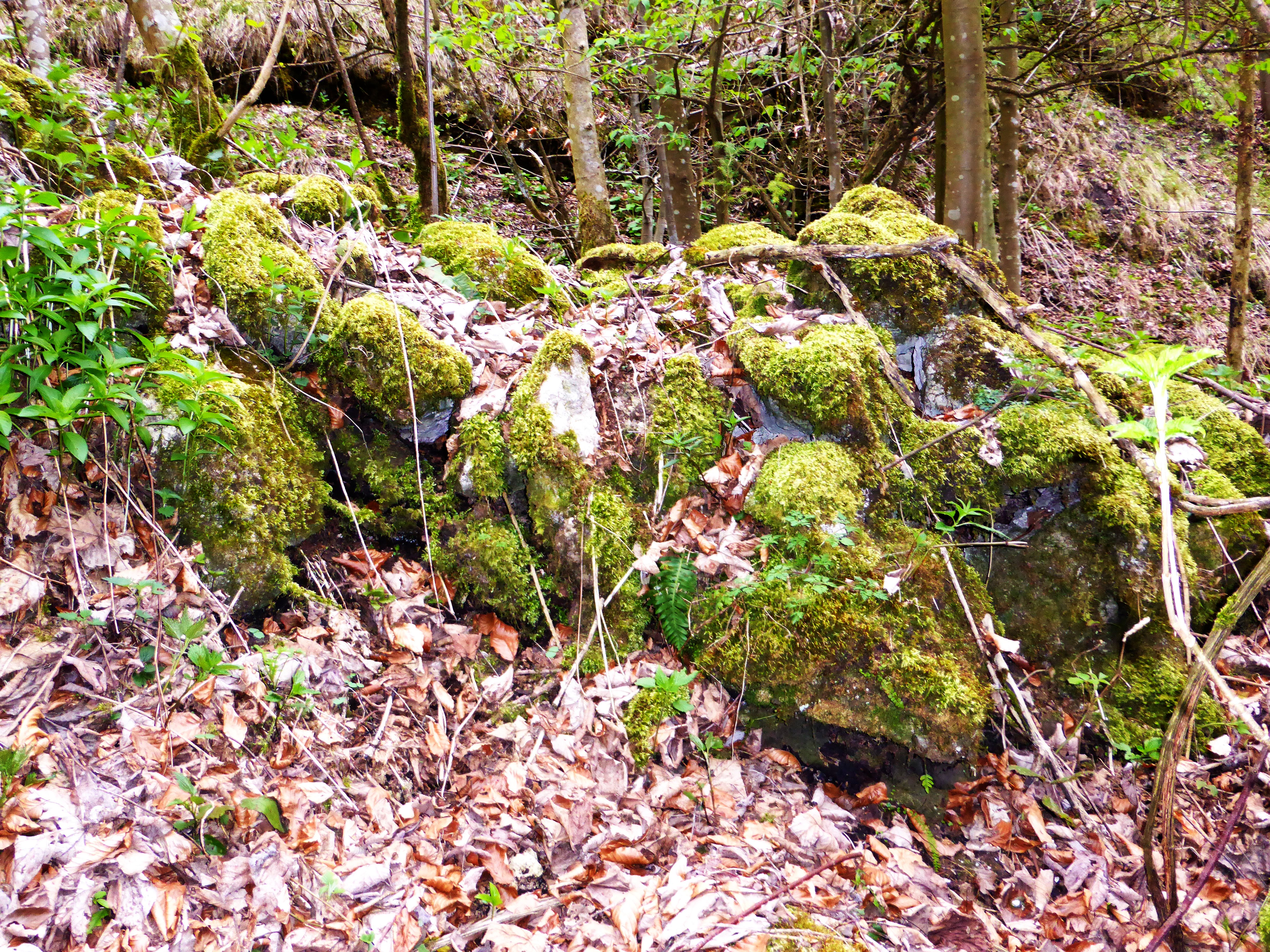
Reste der Burgruine Hüttenstein

Die Burgruine Hüttenstein liegt in der Gemeinde Sankt Gilgen im Bezirk Salzburg-Umgebung im Bundesland Salzburg. 
Westlich der Scharflinger Höhe auf der Straße zwischen dem Wolfgangsee und dem Mondsee zweigt der Güterweg Mühlaueralm – Steingartenalm – Almkogel ab, der zu den Resten der Burg führt.

## Geschichte
Aufgrund der Bauweise kann man davon ausgehen, dass die Burg in der zweiten Hälfte des 13. Jahrhunderts errichtet wurde. Erstmals wird die Burg urkundlich am 30. Juli 1323 erwähnt. Damals kam es zu einem Tausch zwischen dem Erzbischof Friedrich III. und dem Stift Sankt Florian, wobei ein Lehengut „im Aeug gelegen juxta castrum nostrum Huetenstain“ (‚unweit unserer Burg‘) erwähnt wird. Von 1329 ist eine Baurechnung eines Albrecht der Zapffe und des Erzbischofs über den Ausbau der Veste Hüttenstein erhalten. Von 1577 kommt die Nachricht, dass bei einer Besichtigung durch den Hofbauverwalter Ruep Rettinger das Mauerwerk der Burg noch gut erhalten war, aber die Holzaufbauten alle erneuert werden müssen, da alle Türen, Fenster, Öfen und Eisenzeug herausgerissen seien; das Dach sollte wegen seiner Steilheit mit Lärchenschindeln eingedeckt werden. 1608 heißt es allerdings: „Das alte Schloß Hüttenstain … aber dieser Zeit alles paufellig auch bei Mannsgedenkhen nit bewohnt worden ist.“ Erst Anfang des 16. Jahrhunderts, unter Erzbischof Matthäus Lang, war ein steiler Fuhrweg von Sacharfling herauf angelegt worden. 1614, unter Erzbischof Markus Sittikus, wurde eine Reparatur in Angriff genommen. Dabei wurden das aus Quadersteinen gewölbte Straßentor „ober dem Krotensee an der Reitt genannt zwischen dem Perge des Mannsee und Abersee“ sowie die Holzaufbauten (Überzimmer) ausgebessert. 
Im Verlaufe des 16. Jahrhunderts wurde in Hüttenstein der Sitz eines Pfleggerichtes eingerichtet und 1565 für den Pflegrichter ein eigenes Gebäude errichtet, das neue heutige Schloss Hüttenstein, verkehrsgünstiger am Krotensee im Winkl Talkessel gelegen. Damit verlor das alte militärische Schloss seine Funktion.
Auf einem Situationsplan von 1747, verfasst von dem Ingenieurleutnant Johann Elias Geyer, ist von den eingefallenen Mauern der alten Burg Hüttenstein, Türkenschanz genannt, bestehend aus doppelten Brustwehren, und einer Tschartake die Rede. Diese Wehrbauten, die Türkenschanzen, gehen auf die Türkenkriege zurück, und wurden allerorten auch weit hinter den Fronten gegen marodierenden Trupps der osmanischen Armee errichtet. Die Türkenschanz war zwischen dem 24. Oktober 1745 und dem 13. Juni 1746 im Zuge des Österreichischen Erbfolgekrieges instand gesetzt und besetzt worden. Auf Anraten von Geyer wurden die Türkenschanze am 22. Juni 1748 und die Tschartake abgebrochen. 
Im 19. Jahrhundert wurde die Burg endgültig zur Ruine.

## Burgruine Hüttenstein heute
Es sind hier nur mehr geringe Reste einer einfachen Burg erhalten. Die Burg wurde auf einer 40 Meter langen und 10 Meter breiten Felsrippe, die parallel zum Hang liegt, errichtet. An der Hangseite ist sie nur durch einen nicht sehr steilen, natürlichen Graben geschützt, gegen die Talseite fällt das Gelände fast senkrecht ab. Auf der Nordseite ist das vorliegende Gelände eher flach, deshalb wurde hier zum Schutz ein künstlicher, aus dem Felsen gehauener Halsgraben mit drei bis fünf Meter Tiefe ausgehoben. Die alte Straße führte direkt unterhalb der Burg vorbei.
Die Burg bestand aus einem Mauergeviert von etwa 14 × 8 Metern. Aus grob bearbeiteten Bruchsteinen wurden horizontale Lagen geschaffen. wobei eine Lage großer Steine mit kleinen Zwickelsteinen abgeglichen wurde. Eine nur in geringen Resten erhaltene Binnenmauer teilte den Bereich in zwei ungleich große Räume (der nördliche war etwas größer). Davon ist noch ein etwa 6 Meter langes und 1,8 Meter hohes Stück der südlichen Schmalseite erhalten. Die Mauerstärke beträgt ca. 1,20 m. Die Reste der Burg bilden heute einen überwachsenen Schutthaufen, den man nicht mehr leicht erkennen kann.  
Von der 1747 genannten Türkenschanze und den Wachthäusern ist durch den Straßenausbau nichts übrig geblieben.